# Pedro Falqués
Pedro Falqués Urpí (San Andrés de Palomar, Barcelona, 1850 - Barcelona, 1916) fue un arquitecto modernista español.

## Biografía
Obtuvo el título de arquitecto en 1873. Consiguió la plaza de arquitecto municipal de Barcelona en el año 1889 llevando a cabo unas obras de remodelación en la Casa de la Ciudad en 1894, el cargo lo desempeñó hasta 1914. Fue presidente de la Asociación de Arquitectos de Cataluña de 1899 a 1900.

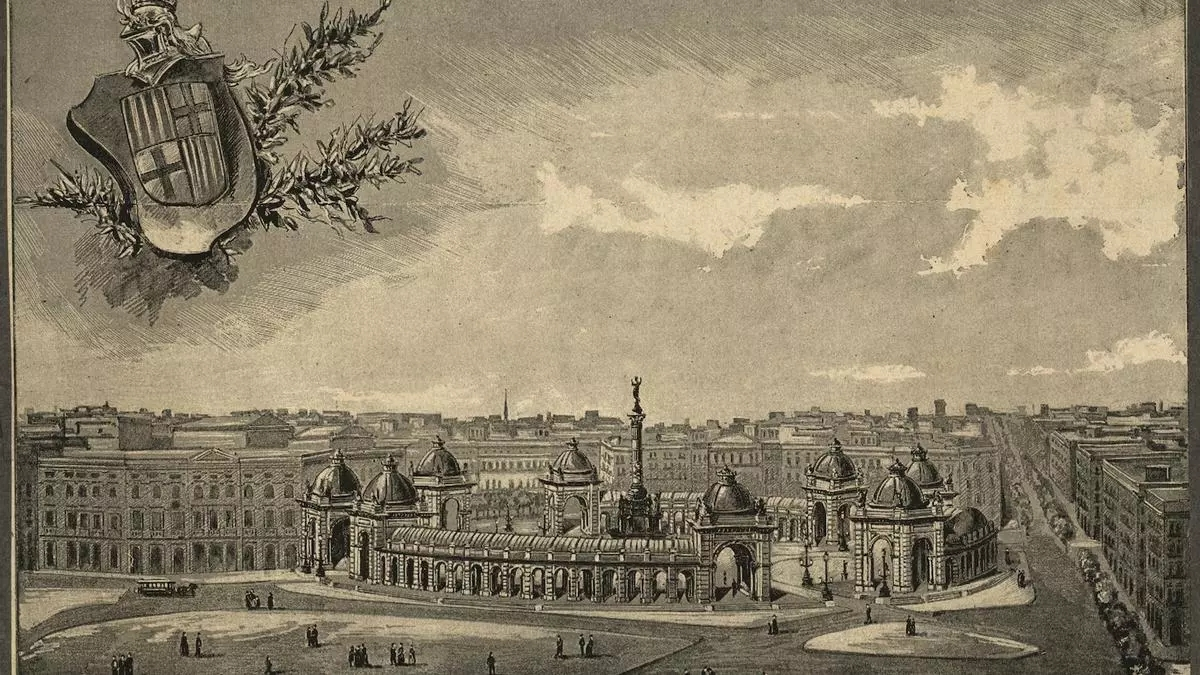
Proyecto irrealizado para la plaza de Cataluña (1887)

En su etapa de arquitecto municipal realizó notables obras, como el plano topográfico de la ciudad, reformas del Gran Teatro del Liceo, la Tenencia de Alcaldía de las calles Bruch/Aragón, trabajó también en la reorganización del parque de la Ciudadela, una de las mayores zonas verdes de la ciudad de Barcelona. Diseñó diversas farolas en hierro como las del paseo de Lluís Companys, de la avenida Gaudí y las más famosas las del paseo de Gracia con sus bancos-farolas incluidos de "trencadís" (mosaico de pequeñas piezas de cerámica muy empleado en el modernismo catalán). En 1898 dirigió las obras del nuevo edificio de los Almacenes Santa Eulalia en el mismo paseo.
En 1883 construyó la torre de las aguas, en Barcelona, monumento histórico que en principio se pensó que serviría para extraer agua potable, pero durante su construcción no se consideró que la cercanía del mar generaría filtraciones saladas. El proyecto fue un fracaso y el empresario que financió la obra, abatido por el desastre, se lanzó al vacío desde la punta de la edificación. La torre nunca funcionó correctamente. Es un monumento al error humano que, sin embargo, sirvió de inspiración para los artistas Josep Maria Subirachs y Ramón Calsina Baró, a quien está dedicada la plaza donde se encuentra la torre. En el año 1911 diseñó el instituto Caterina Albert (antes Instituto Juan Manuel Zafra).
El Archivo Histórico de la Ciudad de Barcelona conserva una parte del fondo personal de Pere Falqués.

## Obras
| - Iglesia de San Andrés de Palomar (1881) - Torre Macosa (1882) - Torre de las aguas del Besós (1883) - Mercado del Clot (1889) - Hidroeléctrica de Cataluña (1897) - Monumento A Francesc Rius i Taulet (1901) - Casa Bonaventura Ferrer (1906) Paseo de Gracia nº113 - Bancos-farolas del paseo de Gracia en Barcelona - Edificio de Almacenes Santa Eulalia (1898) | - Monumento a Serafí Pitarra (1907) - Farolas de la avenida Gaudí (1909) - Instituto J. M. Zafra (1911) - Mercado de Sants (1913) - Compañía de Aguas de Montcada (1915) - Remodelación del Arsenal de la Ciudadela en Museo de Bellas Artes (1916, Premio extraordinario). |

## Galería

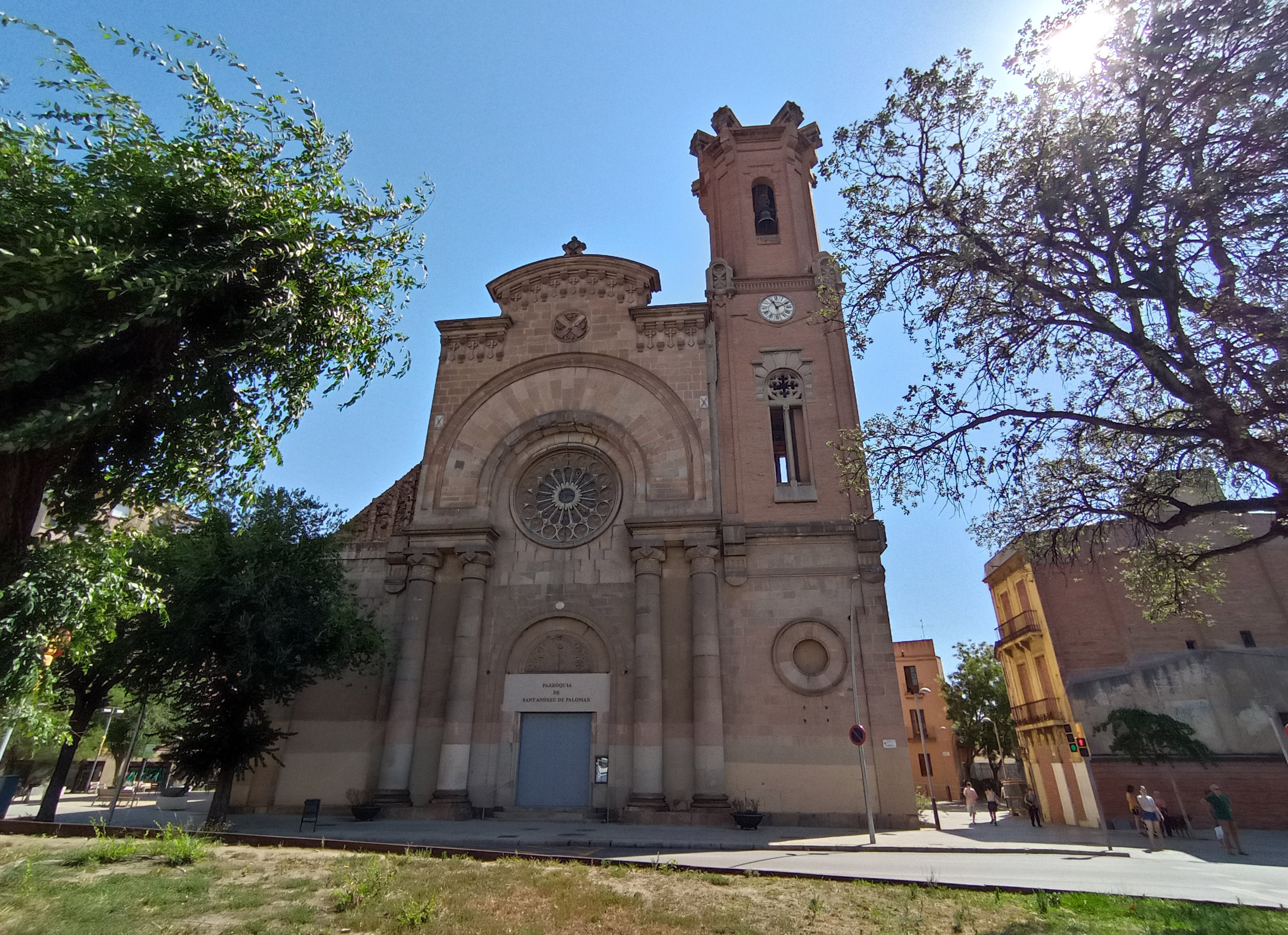
Iglesia de San Andrés de Palomar (1881)
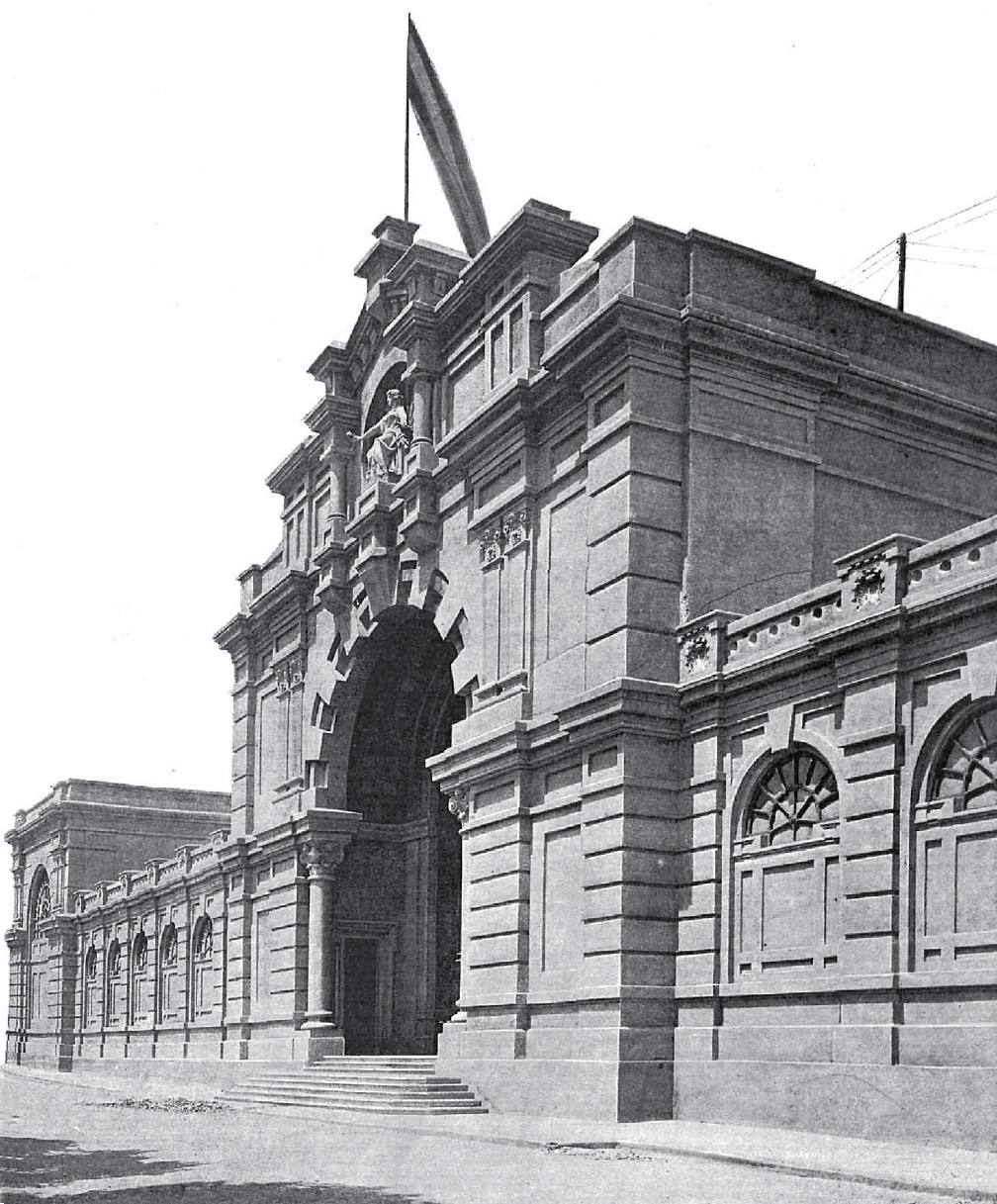
Palacio de las Ciencias (1888)
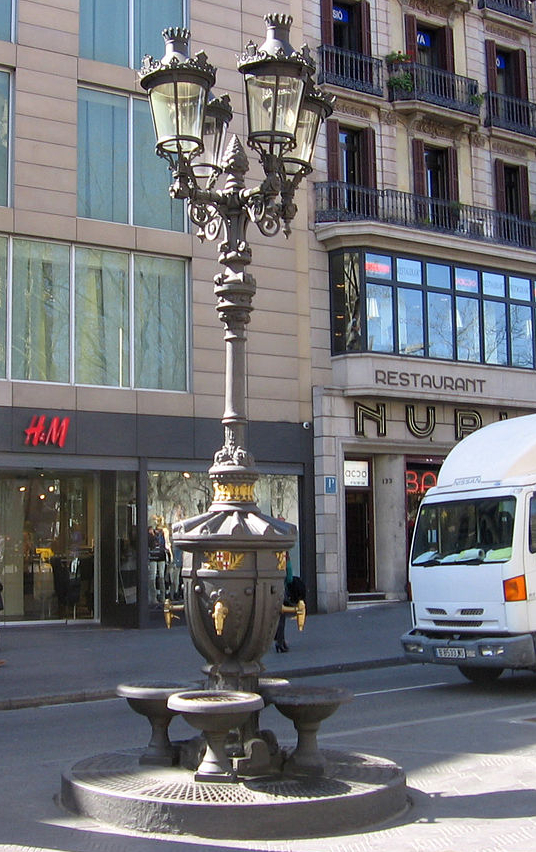
Fuente de Canaletas (1892)
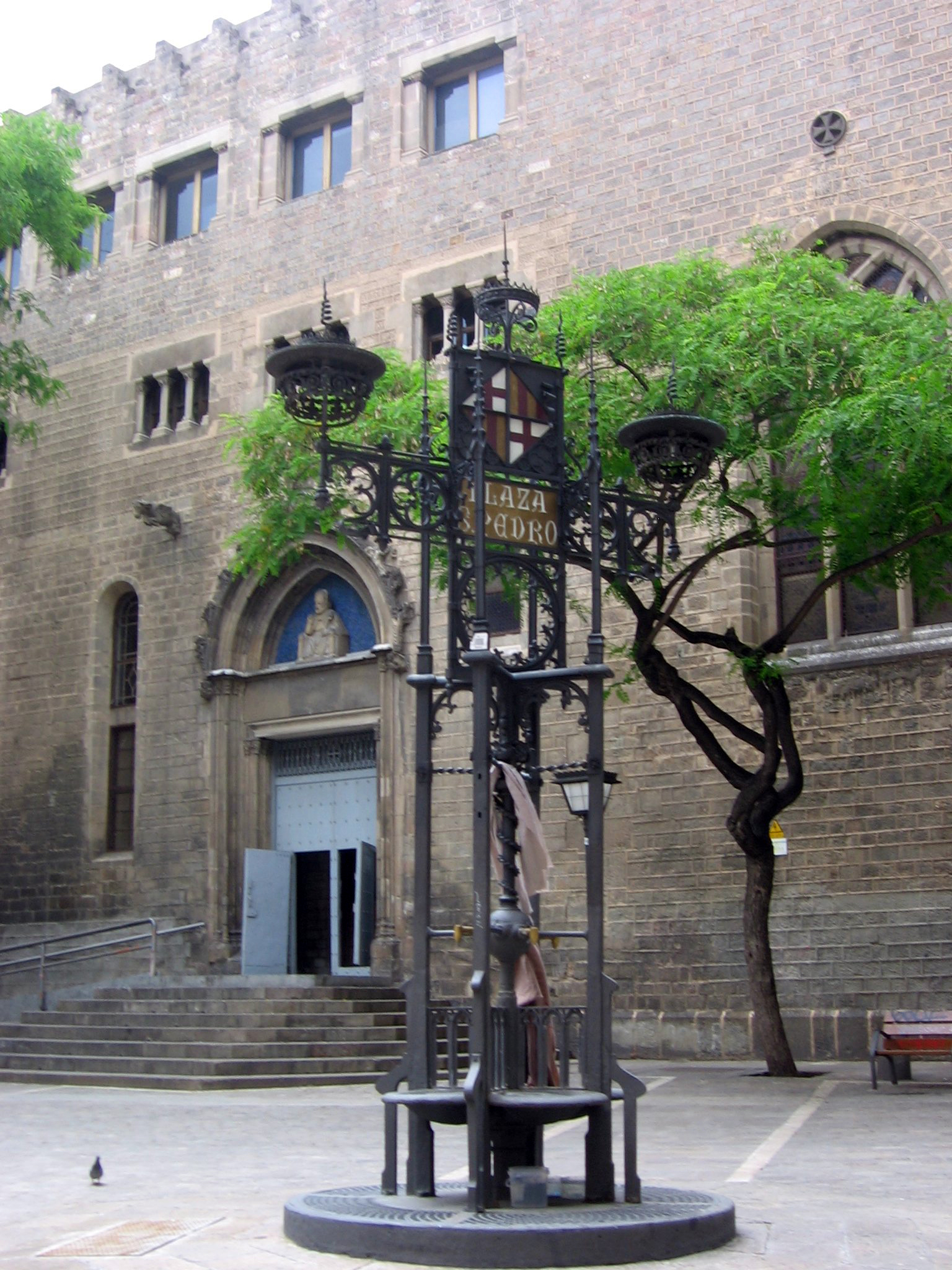
Fuente-farola de la plaza de San Pedro (1893-1896)
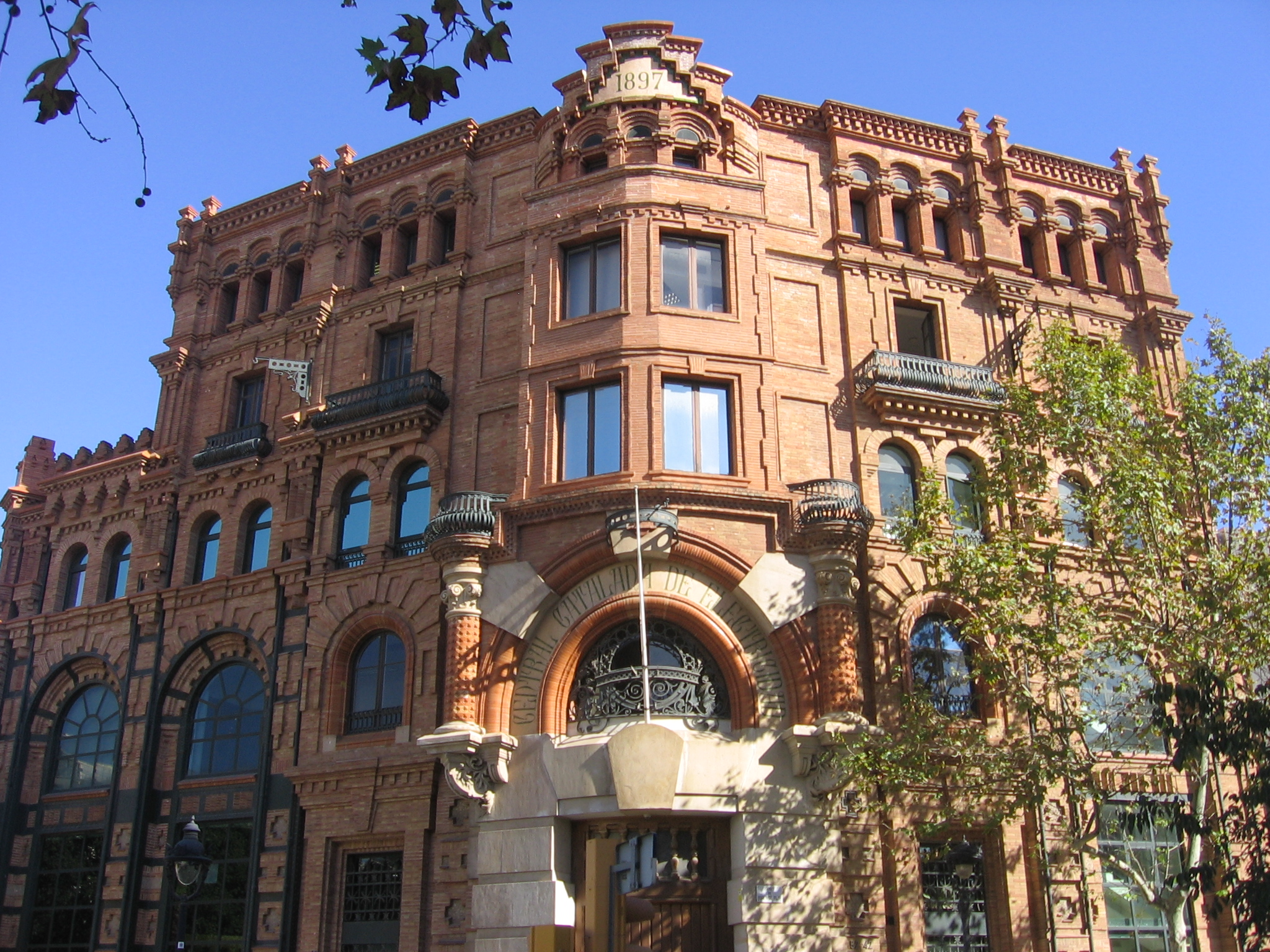
Central Catalana de Electricidad (1896-1897)
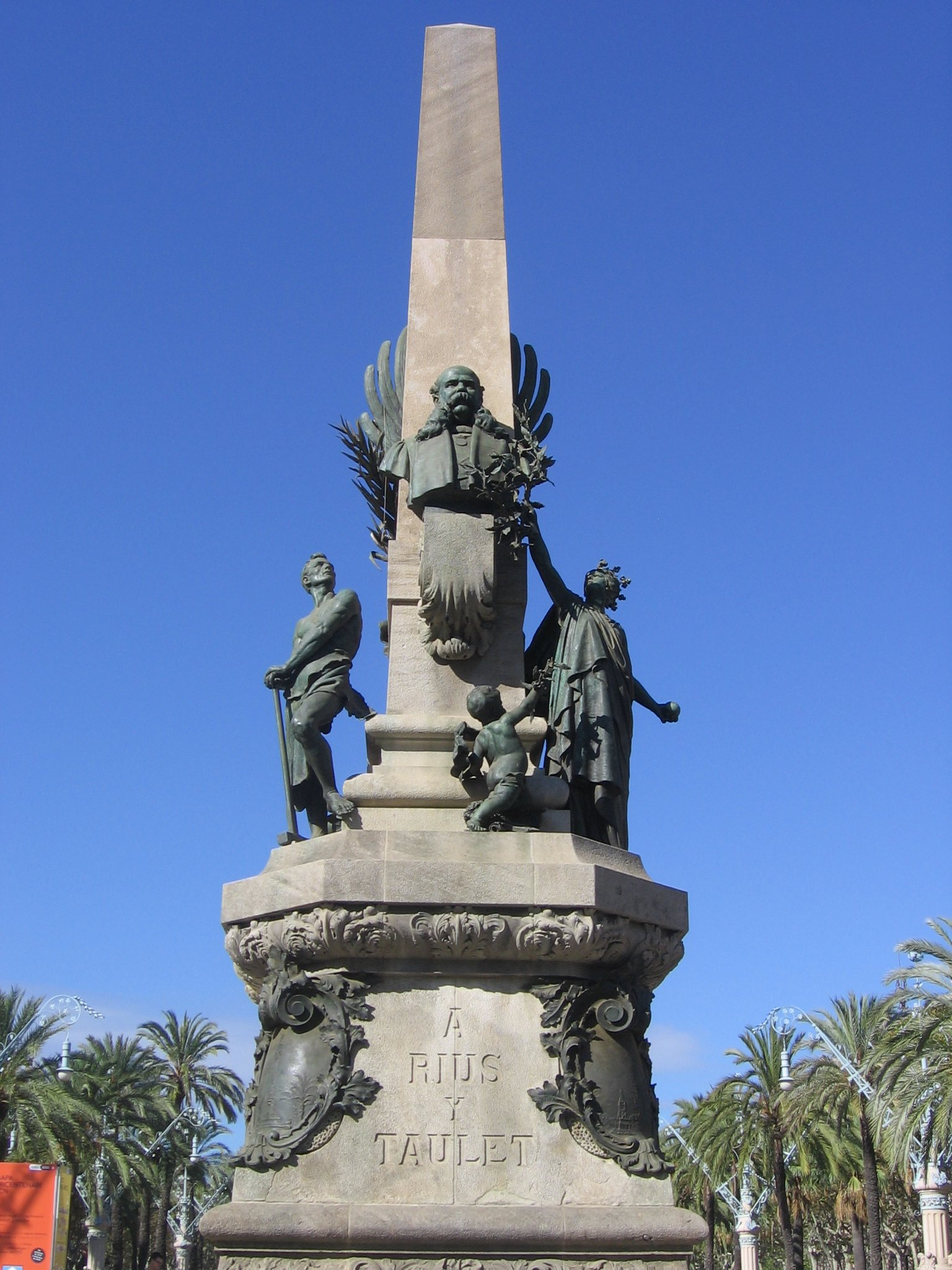
Monumento a Rius y Taulet (1897-1901), con Manuel Fuxá
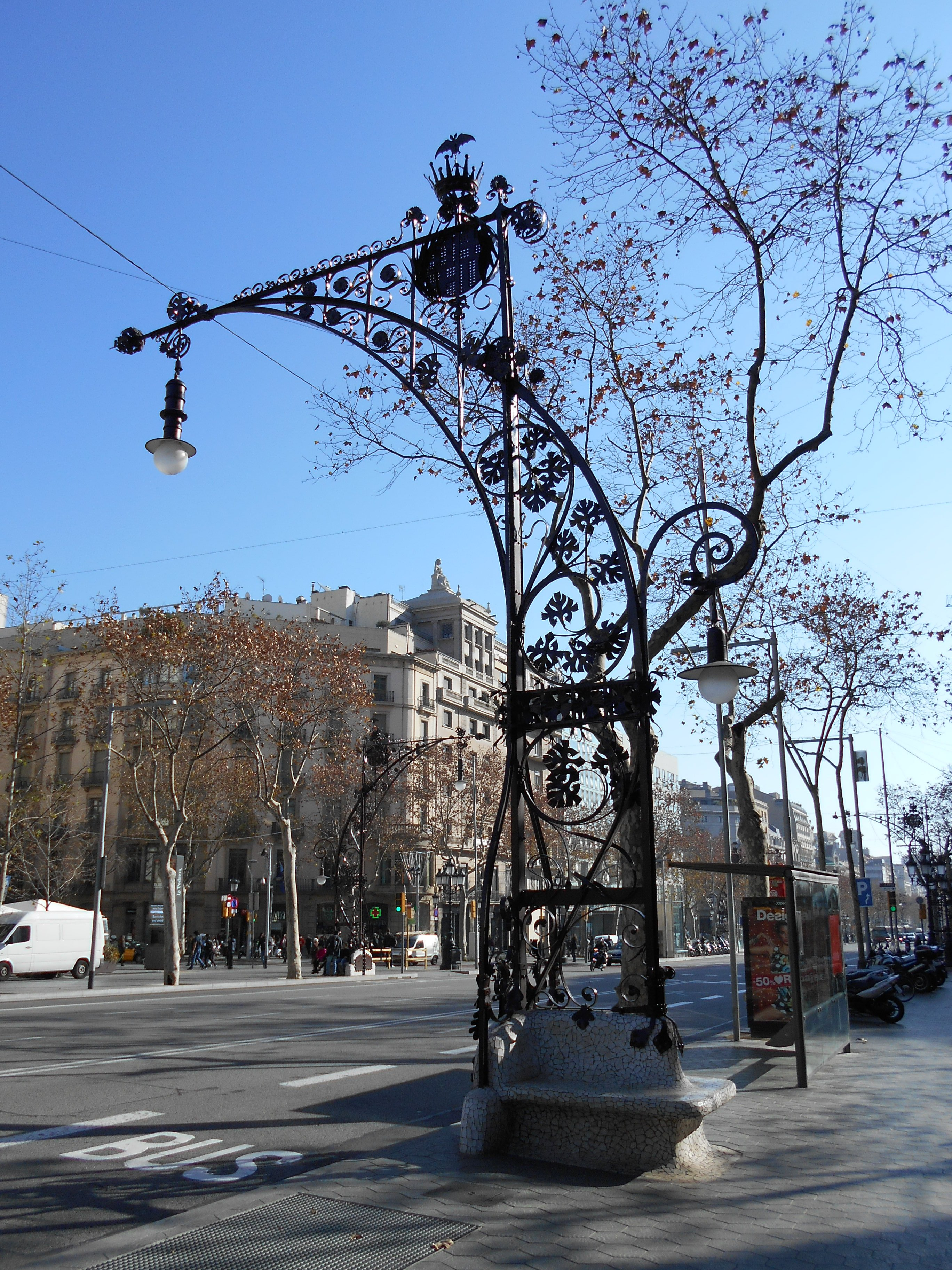
Bancos-farolas del paseo de Gracia (1906)
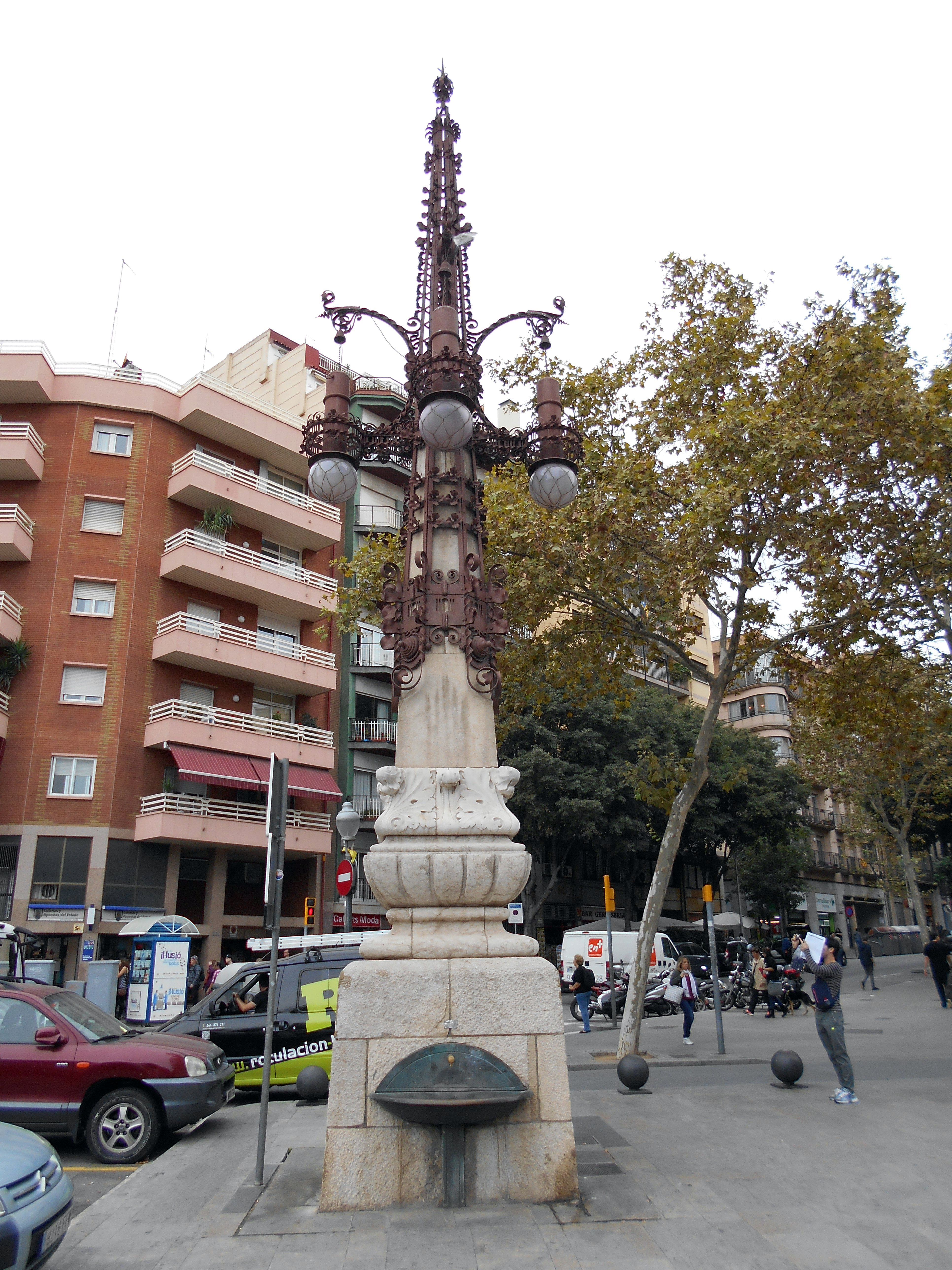
Farolas de la avenida de Gaudí (1906)
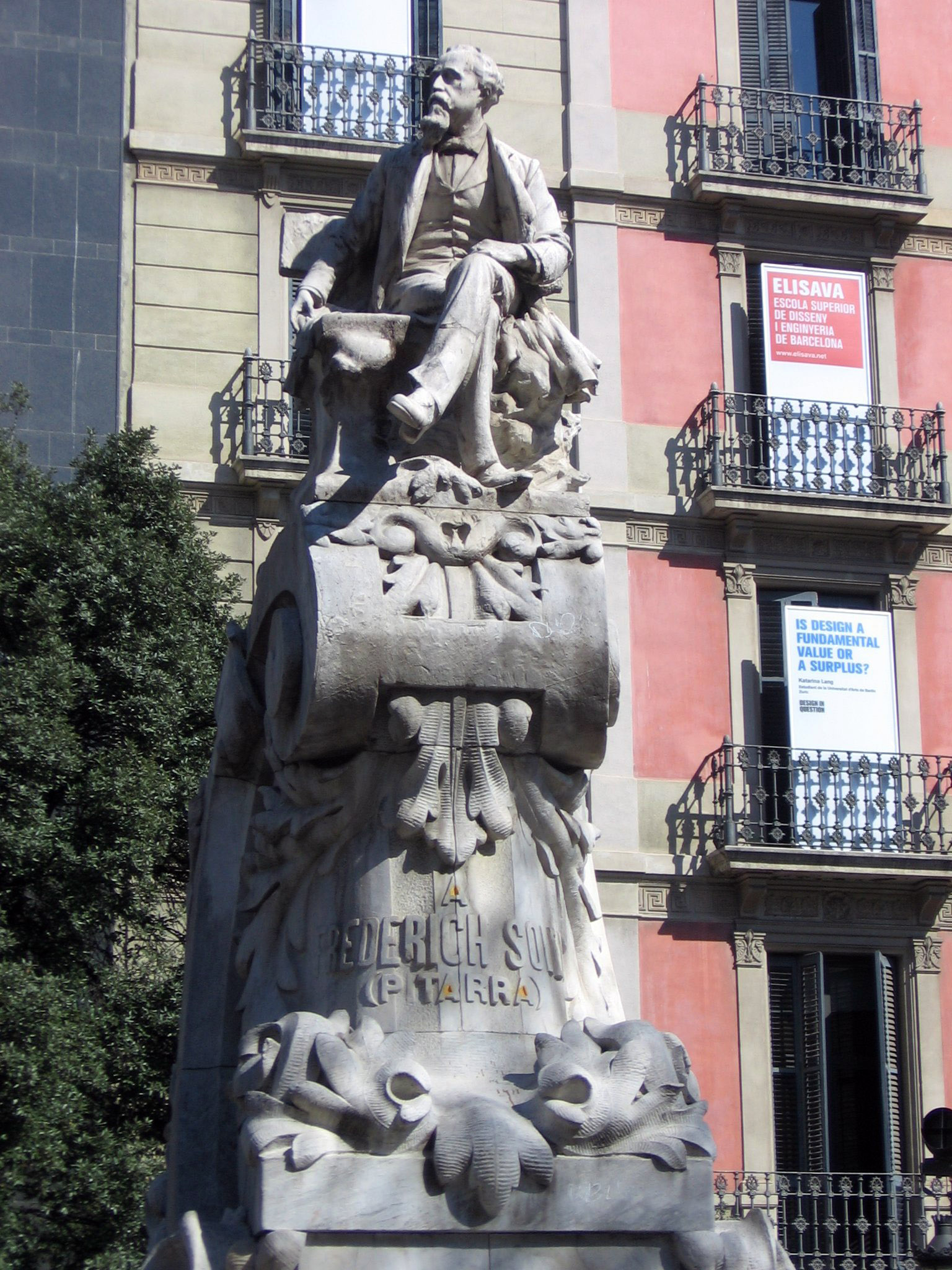
A Frederic Soler (1906), con Agustín Querol